# Abdul Jeleel Ajagun
Abdul Jeleel Ajagun (* 10. Februar 1993 in Lagos, Nigeria) ist ein nigerianischer Fußballspieler.

## Karriere

### Verein
Abdul Jeleel Ajagun begann seine Laufbahn bei den Jugendabteilungen von Dolphins FC, einem Verein aus Port Harcourt im Südosten Nigerias. 2009 erhielt er einen Profivertrag und wechselte in die Herrenabteilung des Vereins. Dort stand er bis 2013 unter Vertrag und kam auf insgesamt 92 Erstligaeinsätze, in denen der offensive Mittelfeldspieler 39 Tore erzielen konnte. 2011 gelang ihm mit seinem Verein der Gewinn der nigerianischen Meisterschaft. Im Sommer 2013 unterzeichnete Ajagun einen Vierjahresvertrag bei Panathinaikos Athen und wechselte in die griechische Super League. Von dort wurde er 2016 bzw. 2017 an Levadiakos und Roda Kerkrade verliehen. Anschließend wechselte er zum KV Kortrijk nach Belgien. Die Rückrunde der Saison 2018/19 verbrachte er leihweise bei Omonia Nikosia. Anfang Oktober 2020 wurde Ajagun bei Kortrijk entlassen. Nach einem halben Jahr ohne Verein spielt er dann beim Cape Town City FC. Seit 2022 steht er im Sudan bei al-Hilal Khartum unter Vertrag und gewann dort auf Anhieb die nationale Meisterschaft.

### Nationalmannschaft
Ajagun nahm mit der U-17-Nationalmannschaft Nigerias an der Weltmeisterschaft 2009 teil und erreichte dort nach einer 0:1-Niederlage im Finale gegen die Schweiz den zweiten Platz. Er gehörte während des Turnierverlaufs zu den Stammspielern seiner Mannschaft und erzielte zwei Tore. Mit der U-20-Auswahl nahm er 2011 und 2013 an zwei Afrika-Cup-Meisterschaften teil, wovon er das Turnier 2011 mit seiner Mannschaft als Sieger abschließen konnte. 2013 nahm er zudem an der U-20-Weltmeisterschaft in der Türkei teil, bei der er mit Nigeria bis ins Achtelfinale kam. Herausragend war seine persönliche Leistung im Vorrundenspiel gegen Portugal, in dem Ajagun zwei Tore erzielen konnte.

## Erfolge
- Nigerianischer Meister: 2011
- U-20 Afrikameister: 2011
- Griechischer Pokalsieger: 2014
- Sudanesischer Meister: 2022